# 岩田禎夫
岩田 禎夫（いわた さだお、1933年〈昭和8年〉9月30日 - 2016年（平成28年）10月26日）は日本のゴルフ評論家。キャスト・プラス所属。

## 来歴
神奈川県出身。神奈川県立湘南高等学校を経て、上智大学文学部新聞学科を卒業後、報知新聞社に入社し、報知新聞（現題名・スポーツ報知）のゴルフ記者として活動。アマチュアゴルファーとしても知られた鍋島直泰の「ゴルフは狭い日本だけじゃないよ。もっとグローバルなもんだよ」との言葉に触発され海外ツアーの取材にも取り組み、1970年に報知新聞社を退職。PGAツアー、LPGAツアー、JGTOツアーなど、世界のゴルフツアーを精力的に取材するゴルフ評論家として活動を行った。
マスターズ・トーナメントにはTBSテレビがマスターズ中継を始めた東京放送時代の1967年（当時は報知新聞記者）から40年以上にわたり解説を務めた。2003年にはアジア人として史上初となる「ジャック・ニクラス・メモリアルジャーナリズム賞」を受賞し、2011年には長年の業績が讃えられ、マスターズトーナメント大会委員長・ビル・ペインより特別表彰を受け、アメリカのメディアからも「マスターズの生き字引」と慕われた。
2016年10月26日15時5分、入院先の鎌倉市内の病院で死去。享年83。

## 挿話
- 報知新聞社での後輩だったゴルフジャーナリストの武藤一彦によれば、長嶋茂雄と、妻となる西村亜希子の間を取りなしたのは、東京オリンピックの選手村取材を担当していた岩田であるという[2]。
- タヒチにある島の名前から採った「マウピティ号」という名前のヨットを所有するヨットマンとしても知られた[2][3]。ヨット繋がりで高校の同窓でもあった石原慎太郎とも交友があった[2]。
- 没後の2021年のマスターズ・トーナメントで松山英樹が初優勝した際、実況中継を担当したTBSアナウンサーの小笠原亘が「我々の放送スタッフとして長年支えてくれた岩田禎夫さんにも、天国へ『松山が勝ったよ』という報告を、ここでさせてください」と述べて中継の締めくくりとしたことが話題となった[5]。又、この大会で現地リポートを担当したTBSアナウンサーの伊藤隆佑は、岩田の遺骨をリュックに忍ばせて取材を行っていた[6]。